# Europacup II hockey mannen 1998
De 9de editie van de Europacup II voor mannen werd gehouden van 10 tot en met 13 april 1998 in 's-Hertogenbosch. Er deden acht teams mee, verdeeld over twee poules. HC 's-Hertogenbosch won deze editie van de Europacup II. 

## Uitslag poules

### Eindstand Poule A
| Team                   | Pnt | GS | W | G | V | DV | DT | DS |
| ---------------------- | --- | -- | - | - | - | -- | -- | -- |
| 1. HC 's-Hertogenbosch | 7   | 3  | 2 | 1 | 0 | 8  | 3  | +5 |
| 2. Club Egara          | 6   | 3  | 2 | 0 | 1 | 7  | 3  | +4 |
| 3. Harvestehuder THC   | 4   | 3  | 1 | 1 | 1 | 5  | 5  | 0  |
| 4. Royal Orée THB      | 0   | 3  | 0 | 0 | 3 | 1  | 10 | -9 |

### Eindstand Poule B
| Team                  | Pnt | GS | W | G | V | DV | DT | DS  |
| --------------------- | --- | -- | - | - | - | -- | -- | --- |
| 1. SKA Ekaterinburg   | 9   | 3  | 3 | 0 | 0 | 8  | 1  | +7  |
| 2. KS Pocztowiec TPSA | 6   | 3  | 2 | 0 | 1 | 7  | 4  | +3  |
| 3. Teddington HC      | 3   | 3  | 1 | 0 | 2 | 5  | 5  | 0   |
| 4. Stroitel Brest     | 0   | 3  | 0 | 0 | 3 | 2  | 12 | -10 |

## Poulewedstrijden

### Vrijdag 10 april 1998
- A Harvestehuder - Royal Oree 2-1
- A Club Egara - s-Hertogenbosch 1-2
- B Teddington - Stroitel Brest 3-1
- B KS Pocztowiec - SKA Ekaterinburg 0-2

### Zaterdag 11 april 1998
- A Harvestehuder - s-Hertogenbosch 2-2
- A Club Egara - Royal Oree 4-0
- B Teddington - SKA Ekaterinburg 0-1
- B KS Pocztowiec - Stroitel Brest 4-0

### Zondag 12 april 1998
- A Harvestehuder - Club Egara 1-2
- A s-Hertogenbosch - Royal Oree 4-0
- B Teddington - KS Pocztowiec 2-3
- B SKA Ekaterinburg - Stroitel Brest 5-1

## Finales

### Maandag 13 april 1998
- 4A - 3B Royal Oree - Teddington 0-3
- 3A - 4B Harvestehuder - Stroitel Brest 2-3
- 2A - 2B KS Pocztowiec - Club Egara 1-2
- 1A - 1B s-Hertogenbosch - SKA Ekaterinburg 4-0

## Einduitslag
1.  HC 's-Hertogenbosch 

2.  SKA Ekaterinburg 

3.  Club Egara 

4.  KS Pocztowiec TPSA 

5.  Stroitel Brest 

5.  Teddington HC 

7.  Harvestehuder THC 

7.  Royal Orée THB 

Mannen:
1990 ·
Terrassa 1991 ·
Vught 1992 ·
Birmingham 1993 ·
Terrassa 1994 ·
Cagliari 1995 ·
Den Haag 1996 ·
Reading 1997 ·
's-Hertogenbosch 1998 ·
Amsterdam 1999 ·
Terrassa 2000 ·
's-Hertogenbosch 2001 ·
Eindhoven 2002 ·
Terrassa 2003 ·
Eindhoven 2004 ·
Lille 2005 ·
Reading 2006 ·
Madrid 2007 

Opgegaan in de Euro Hockey League
Vrouwen:
1991 ·
Vught 1992 ·
Birmingham 1993 ·
Cardiff 1994 ·
Groningen 1995 ·
Rotterdam 1996 ·
Utrecht 1997 ·
Leuven 1998 ·
Terrassa 1999 ·
Keulen 2000 ·
Rome 2001 ·
Ourense 2002 ·
Rotterdam 2003 ·
Laren 2004 ·
Keulen 2005 ·
Edinburgh 2006 ·
Madrid 2007 ·
Parijs 2008 ·
Manchester 2009

Opgegaan in de Europcacup I